# خط طول 124° شرق
خط طول 124° شرق هو أحد خطوط الطول الجغرافية، والتي تمتد من القطب الشمالي الجغرافي إلى القطب الجنوبي الجغرافي، وحسب التحويل الزمني يتقدم خط طول 124° شرق عن خط غرينتش بـ8 ساعات و16 دقيقة.

## من القطب إلى القطب
ينطلق خط طول 124° شرق من القطب الشمالي نحو القطب الجنوبي مرورا بالمناطق التي ترد في الجدول التالي:
| الإحداثيات                           | البلد أو الإقليم أو البحر | ملاحظات |
| ------------------------------------ | ------------------------- | --- |
| 90°0′N 124°0′E / 90.000°N 124.000°E  | المحيط المتجمد الشمالي    | |
| 77°55′N 124°0′E / 77.917°N 124.000°E | بحر لابتيف                | |
| 73°48′N 124°0′E / 73.800°N 124.000°E | روسيا                     | ياقوتيا — جزر the نهر لينا و the mainland أوبلاست أمور — من 56°19′N 124°0′E / 56.317°N 124.000°E |
| 53°25′N 124°0′E / 53.417°N 124.000°E | جمهورية الصين الشعبية     | هيلونغجيانغ منغوليا الداخلية — من 51°15′N 124°0′E / 51.250°N 124.000°E Heilongjiang — من 48°23′N 124°0′E / 48.383°N 124.000°E جيلين — من 45°54′N 124°0′E / 45.900°N 124.000°E لياونينغ — من 43°17′N 124°0′E / 43.283°N 124.000°E |
| 39°48′N 124°0′E / 39.800°N 124.000°E | البحر الأصفر              | |
| 33°17′N 124°0′E / 33.283°N 124.000°E | بحر الصين الشرقي          | |
| 24°20′N 124°0′E / 24.333°N 124.000°E | اليابان                   | جزر Kohamajima وKuroshima |
| 24°13′N 124°0′E / 24.217°N 124.000°E | المحيط الهادئ             | بحر الفلبين — مرورا بشرق the جزيرة لوزون, الفلبين (في 13°43′N 123°58′E / 13.717°N 123.967°E) · — مرورا بغرب the جزيرة كاتاندوانه, الفلبين (في 13°39′N 124°1′E / 13.650°N 124.017°E)                                              |
| 13°17′N 124°0′E / 13.283°N 124.000°E | الفلبين                   | Agutaya Island |
| 13°13′N 124°0′E / 13.217°N 124.000°E | Albay Gulf                | |
| 13°5′N 124°0′E / 13.083°N 124.000°E  | الفلبين                   | جزيرة لوزون |
| 12°33′N 124°0′E / 12.550°N 124.000°E | بحر سمار                  | |
| 12°2′N 124°0′E / 12.033°N 124.000°E  | الفلبين                   | جزيرة Masbate |
| 11°48′N 124°0′E / 11.800°N 124.000°E | بحر بيسايا                | |
| 11°16′N 124°0′E / 11.267°N 124.000°E | الفلبين                   | جزر سيبو (الفلبين) وجزيرة ماكتان |
| 10°17′N 124°0′E / 10.283°N 124.000°E | Cebu Strait               | |
| 9°58′N 124°0′E / 9.967°N 124.000°E   | الفلبين                   | جزيرة بوهول |
| 9°36′N 124°0′E / 9.600°N 124.000°E   | بحر بوهول                 | |
| 8°11′N 124°0′E / 8.183°N 124.000°E   | الفلبين                   | جزيرة مينداناو |
| 7°38′N 124°0′E / 7.633°N 124.000°E   | بحر سيليبس                | Illana Bay |
| 7°3′N 124°0′E / 7.050°N 124.000°E    | الفلبين                   | جزيرة مينداناو |
| 6°48′N 124°0′E / 6.800°N 124.000°E   | بحر سيليبس                | |
| 0°53′N 124°0′E / 0.883°N 124.000°E   | إندونيسيا                 | جزيرة سولاوسي (Minahassa Peninsula) |
| 0°22′N 124°0′E / 0.367°N 124.000°E   | بحر مالوكا                | |
| 1°49′S 124°0′E / 1.817°S 124.000°E   | إندونيسيا                 | جزيرة Timpaus |
| 1°51′S 124°0′E / 1.850°S 124.000°E   | بحر باندا                 | |
| 5°45′S 124°0′E / 5.750°S 124.000°E   | إندونيسيا                 | جزر توكانغبيسي |
| 5°58′S 124°0′E / 5.967°S 124.000°E   | بحر باندا                 | |
| 8°20′S 124°0′E / 8.333°S 124.000°E   | إندونيسيا                 | جزيرة جزيرة بانتار |
| 8°25′S 124°0′E / 8.417°S 124.000°E   | بحر سافو                  | |
| 9°20′S 124°0′E / 9.333°S 124.000°E   | إندونيسيا                 | جزيرة تيمور (جزيرة) |
| 10°16′S 124°0′E / 10.267°S 124.000°E | بحر تيمور                 | |
| 11°45′S 124°0′E / 11.750°S 124.000°E | المحيط الهندي             | |
| 16°15′S 124°0′E / 16.250°S 124.000°E | أستراليا                  | أستراليا الغربية |
| 33°26′S 124°0′E / 33.433°S 124.000°E | المحيط الهندي             | Australian authorities consider this to be part of the المحيط الجنوبي[1][2] |
| 60°0′S 124°0′E / 60.000°S 124.000°E  | المحيط الجنوبي            | |
| 66°9′S 124°0′E / 66.150°S 124.000°E  | القارة القطبية الجنوبية   | الإقليم الأسترالي في القارة القطبية الجنوبية، المطالب الإقليمية بالقارة القطبية الجنوبية by أستراليا |